# Города Японии
Город (яп. 市 си) — административная единица Японии муниципального уровня. В отличие от посёлков и сёл, города не входят в уезды, а подчиняются напрямую префектурам. Права городов определяются «Законом Японии о местном самоуправлении» 1947 года.
Населённые пункты могут получить статус города, если их население превышает 50 тыс. человек, и потерять этот статус, если население опустится ниже 50 тысяч. В наименее населённом городе Японии — Утасинае — проживает меньше 3 тыс. человек, в то время как один из посёлков той же префектуры — Отофуке — населяют более 40 тыс. жителей. Крупные города могут достичь статуса особых (свыше 200 тыс. чел.), центральных (свыше 300 тыс. чел.) или городов, определённых указами правительства (свыше 500 тыс. чел.).

## Статус города
Статья № 8 Закона Японии о местном самоуправлении устанавливает следующие условия для получения статуса города:
- Население должно составлять 50 000 или более (原則として人口5万人以上)
- Не менее 60 % домашних хозяйств должны быть созданы в центральной городской зоне (中心市街地の戸数が全戸数の6割以上)
- По меньшей мере 60 % домашних хозяйств должны быть заняты в торговле, промышленности или других городских видах занятости (商工業等の都市的業態に従事する世帯人口が全人口の6割以上)
- Любые другие условия, установленные префектурным постановлением, должны быть выполнены (他に当該都道府県の条例で定める要件を満たしていること)

Назначение утверждается губернатором префектуры и министром внутренних дел.
В принципе, город может быть понижен до статуса посёлка или села, если он не сможет выполнить какое-либо из этих условий, но такого понижения ни разу не происходило. В наименее населённом городе в Японии — Утасинае, Губернаторства Хоккайдо — проживает всего 6 тыс. человек, в то время как один из посёлков того же губернаторства Хоккайдо — Отофуке — населяют почти 40 тыс. жителей.
В соответствии с Законом о специальном положении, касающихся слияния муниципалитетов (市町村の合併の特例等に関する法律, Закон № 59 от 2004 года), стандарт в 50 000 жителей для получения статуса города был снижен до 30 000 жителей, если такое население получилось в результате слияния и объединения посёлков / или сёл, с тем чтобы облегчить такие слияния, чтобы сократить административные расходы. Многие муниципалитеты получили статус города по этому упрощенному стандарту.
По состоянию на 1 марта 2018 года в Японии находится 791 город. Вместе с 23 специальными районами Токио, имеющими административный статус, аналогичный статусу города, в Японии 814 городов.

## Классификации для крупных городов
Крупные города могут достичь статуса особых (свыше 200 тыс. чел.), центральных (свыше 300 тыс. чел.) или городов, определённых указами правительства (свыше 500 тыс. чел.). Эти статусы расширяют сферу административных полномочий, делегированных правительством префектуры правительству города.

## Статус Токио
Токио, столица Японии, существовал как город до 1943 года, но теперь он юридически классифицируется как особый тип префектуры, столичная префектура (яп. 都 — то), единственным в своём классе. 23 специальных районов Токио, которые образуют ядро и самую заселенную часть Токио, имеют административный статус, аналогичный статусу города. Столичная префектура Токио состоит из более чем 62 административных единиц — городов, посёлков и сельских общин.

## Японская административная система
Согласно «Закону Японии о местном самоуправлении» 1947 года, японские города подразделяются на:
- Города, определённые указами правительства —  20 городов (от 500 тыс. чел.)
- Центральные города Японии — 54 города  (от 300 до 500 тыс. чел.)
- Особые города Японии —  31 город (от 200 до 300 тыс. чел.)

## Города с населением более 1 млн человек на 2018 год
По состоянию на 2018 год на территории Японии находится 12 городов с населением более 1 млн человек.
| Города с населением более 1 млн человек на 2018 год | Города с населением более 1 млн человек на 2018 год | Города с населением более 1 млн человек на 2018 год | Города с населением более 1 млн человек на 2018 год |
| №                                                   | Населённый пункт                                    | Префектура Японии                                   | Население                                           |
| --------------------------------------------------- | --------------------------------------------------- | --------------------------------------------------- | --------------------------------------------------- |
| 1                                                   | Специальные районы Токио                            | Токио                                               | 9 467 490                                           |
| 2                                                   | Иокогама                                            | Канагава                                            | 3 733 234                                           |
| 3                                                   | Осака                                               | Осака                                               | 2 713 157                                           |
| 4                                                   | Нагоя                                               | Айти                                                | 2 314 125                                           |
| 5                                                   | Саппоро                                             | Хоккайдо                                            | 1 946 313                                           |
| 6                                                   | Фукуока                                             | Фукуока                                             | 1 567 189                                           |
| 7                                                   | Кобе                                                | Хиого                                               | 1 532 153                                           |
| 8                                                   | Кавасаки                                            | Канагава                                            | 1 503 690                                           |
| 9                                                   | Киото                                               | Киото                                               | 1 472 027                                           |
| 10                                                  | Сайтама                                             | Сайтама                                             | 1 286 082                                           |
| 11                                                  | Хиросима                                            | Хиросима                                            | 1 198 555                                           |
| 12                                                  | Сендай                                              | Мияги                                               | 1 087 182                                           |

Города с населением:
 — 9 000 000 чел. и более
 — от 3 000 000 до 8 999 999 чел.
 — от 2 000 000 до 2 999 999 чел.
 — от 1 000 000 до 1 999 999 чел.

## Города с населением 500 тыс. — 1 млн человек на 2018 год
По состоянию на 2018 год на территории Японии находится 16 городов с населением от 500 тыс. до 1 млн человек.
| Города с населением 500 тыс. — 1 млн человек на 2018 год | Города с населением 500 тыс. — 1 млн человек на 2018 год | Города с населением 500 тыс. — 1 млн человек на 2018 год | Города с населением 500 тыс. — 1 млн человек на 2018 год |
| №                                                        | Населённый пункт                                         | Префектура Японии                                        | Население                                                |
| -------------------------------------------------------- | -------------------------------------------------------- | -------------------------------------------------------- | -------------------------------------------------------- |
| 1                                                        | Тиба                                                     | Тиба                                                     | 975 140                                                  |
| 2                                                        | Китакюсю                                                 | Фукуока                                                  | 950 646                                                  |
| 3                                                        | Сакаи                                                    | Осака                                                    | 834 267                                                  |
| 4                                                        | Ниигата                                                  | Ниигата                                                  | 804 152                                                  |
| 5                                                        | Хамамацу                                                 | Сидзуока                                                 | 795 350                                                  |
| 6                                                        | Кумамото                                                 | Кумамото                                                 | 739 858                                                  |
| 7                                                        | Сагамихара                                               | Канагава                                                 | 722 157                                                  |
| 8                                                        | Окаяма                                                   | Окаяма                                                   | 721 294                                                  |
| 9                                                        | Сидзуока                                                 | Сидзуока                                                 | 697 578                                                  |
| 10                                                       | Фунабаси                                                 | Тиба                                                     | 631 973                                                  |
| 11                                                       | Кагосима                                                 | Кагосима                                                 | 597 932                                                  |
| 12                                                       | Кавагути                                                 | Сайтама                                                  | 584 825                                                  |
| 13                                                       | Хатиодзи                                                 | Токио                                                    | 578 270                                                  |
| 14                                                       | Химедзи                                                  | Хиого                                                    | 532 994                                                  |
| 15                                                       | Уцуномия                                                 | Тотиги                                                   | 520 197                                                  |
| 16                                                       | Мацуяма                                                  | Эхиме                                                    | 512 604                                                  |

Города с населением:
 — от 900 000 до 999 999 чел.
 — от 800 000 до 899 999 чел.
 — от 700 000 до 799 999 чел.
 — от 600 000 до 699 999 чел.
 — от 500 000 до 599 999 чел.